# Liste der Officer of the Order of Canada
Die Auszeichnung Officer of the Order of Canada ist die zweithöchste Stufe des Order of Canada, Kanadas höchster Auszeichnung für Zivilpersonen. Seine Träger (Companions) haben herausragendes Niveau bezüglich Talent und Leistung für Kanada bewiesen. Bis zu 64 „Officers“ werden jährlich berufen. Die Träger sind berechtigt den Namenszusatz O.C. zu führen, seine übliche Schreibweise ist OC. Zum 21. Juni 2008 gab es 1009 lebende kanadische Officers. Insgesamt wurden 1777 Personen die Auszeichnung zuerkannt. Die folgende Liste zeigt alle lebenden und verstorbenen Officers in alphabetischer Reihenfolge.